# Пафосский замок
Пафосский замок (греч. Κάστρο της Πάφου) — средневековый замок на западном краю гавани в Пафосе. За время существования служил крепостью, тюрьмой и даже складом соли во время британской оккупации острова.

## История

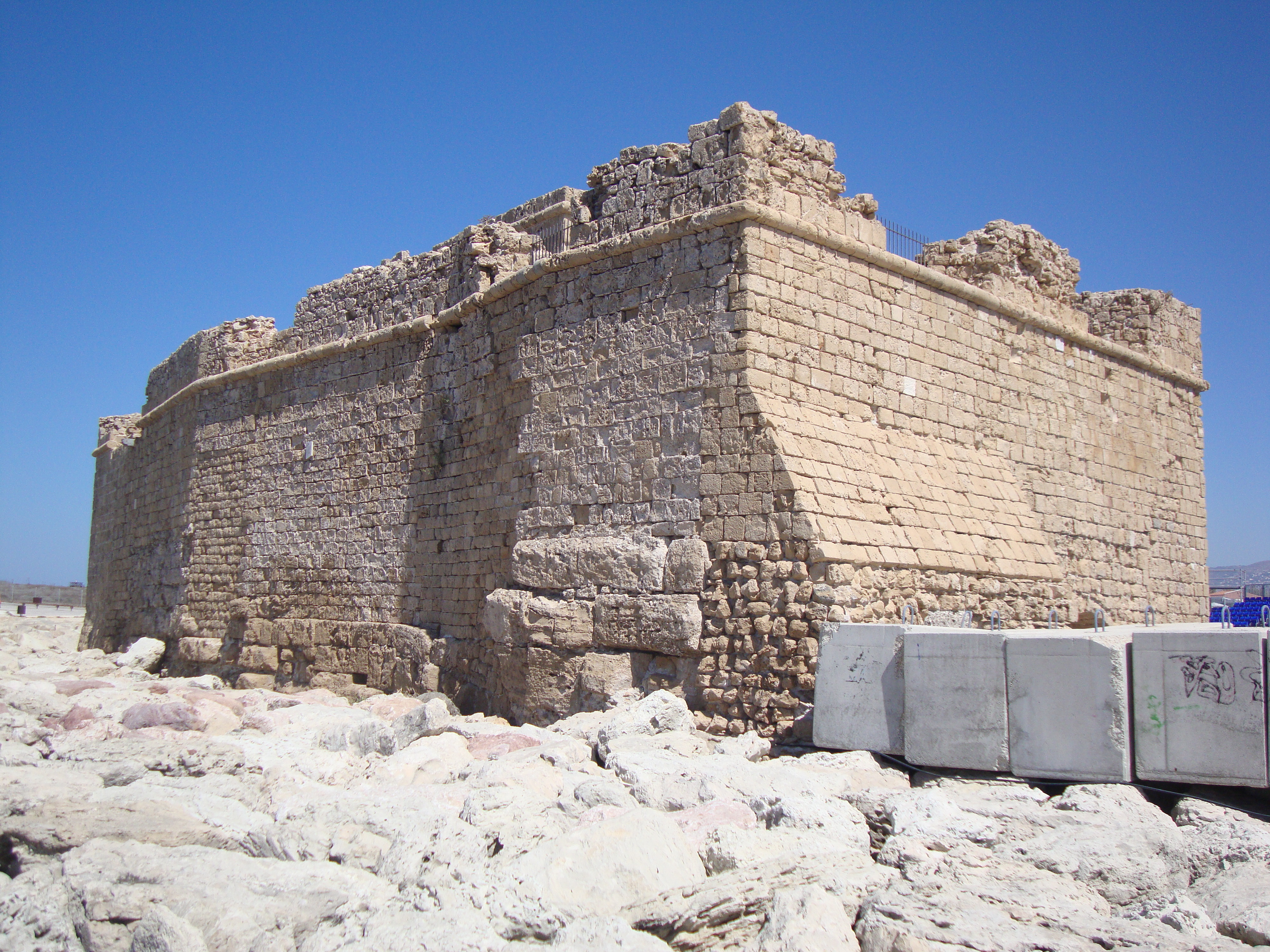
Вид на замок со стороны моря

Замку предшествовал византийский оборонительный форт Саранта Колонес, находившийся примерно в 600 метрах к северо-востоку от современного сооружения, возведённый ещё в начале VII века. На месте же современного замка была дозорная башня. В 1222 году форт «Сорок колонн» и дозорная башня были уничтожены землетрясением. Вскоре вместо них Лузиньяны возвели замок из обтёсанного известняка. Первоначально новый замок представлял собой две башни, соединённые стеной.
В 1373 году в начале кипро-генуэзской войны Пафосский замок был осаждён генуэзцами, атаки которых защитники замка успешно отражали целый год. После падения Фамагусты замок сдался генуэзцам. В 1391 году пострадавшие от генуэзцев башни замка были восстановлены королём Кипра Жаком I де Лузиньяном.
В 1473 году замок был укреплён, но незадолго до 1570 года замок был срыт венецианцами, чтобы он не достался наступавшим туркам. После захвата острова турками-османами форт был в 1592 году восстановлен и укреплён турецким губернатором Ахмед-беем. Об этом повествует турецкая надпись над входом в замок. Во время английского правления на Кипре, вплоть до 1935 года, замок использовался в качестве соляного склада.

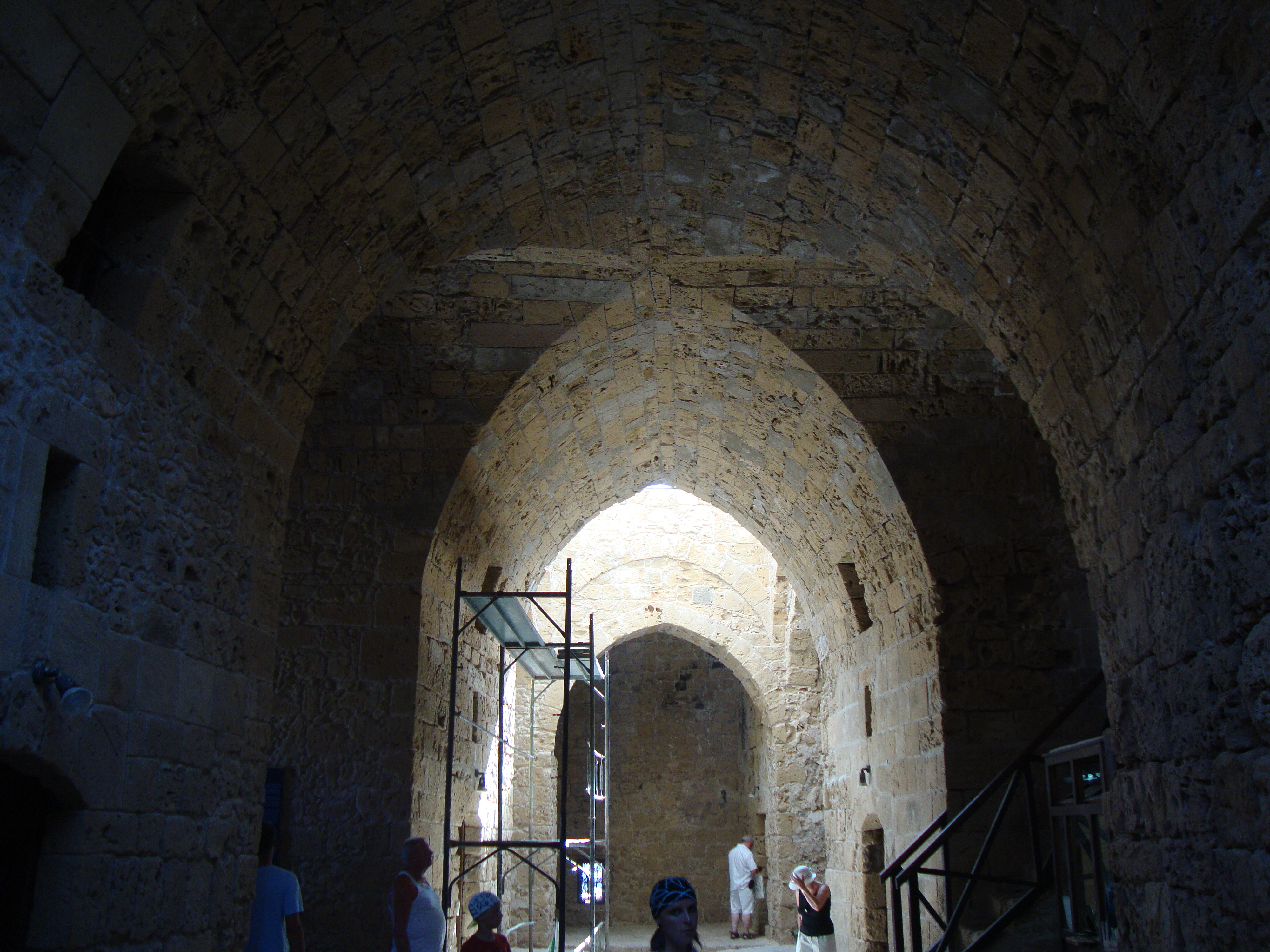
Внутренние своды замка

В последние годы замок служит объектом для проведения ежегодного фестиваля, устраиваемого в сентябре. В 1935 году замок был объявлен одной из основных достопримечательностей Пафоса.

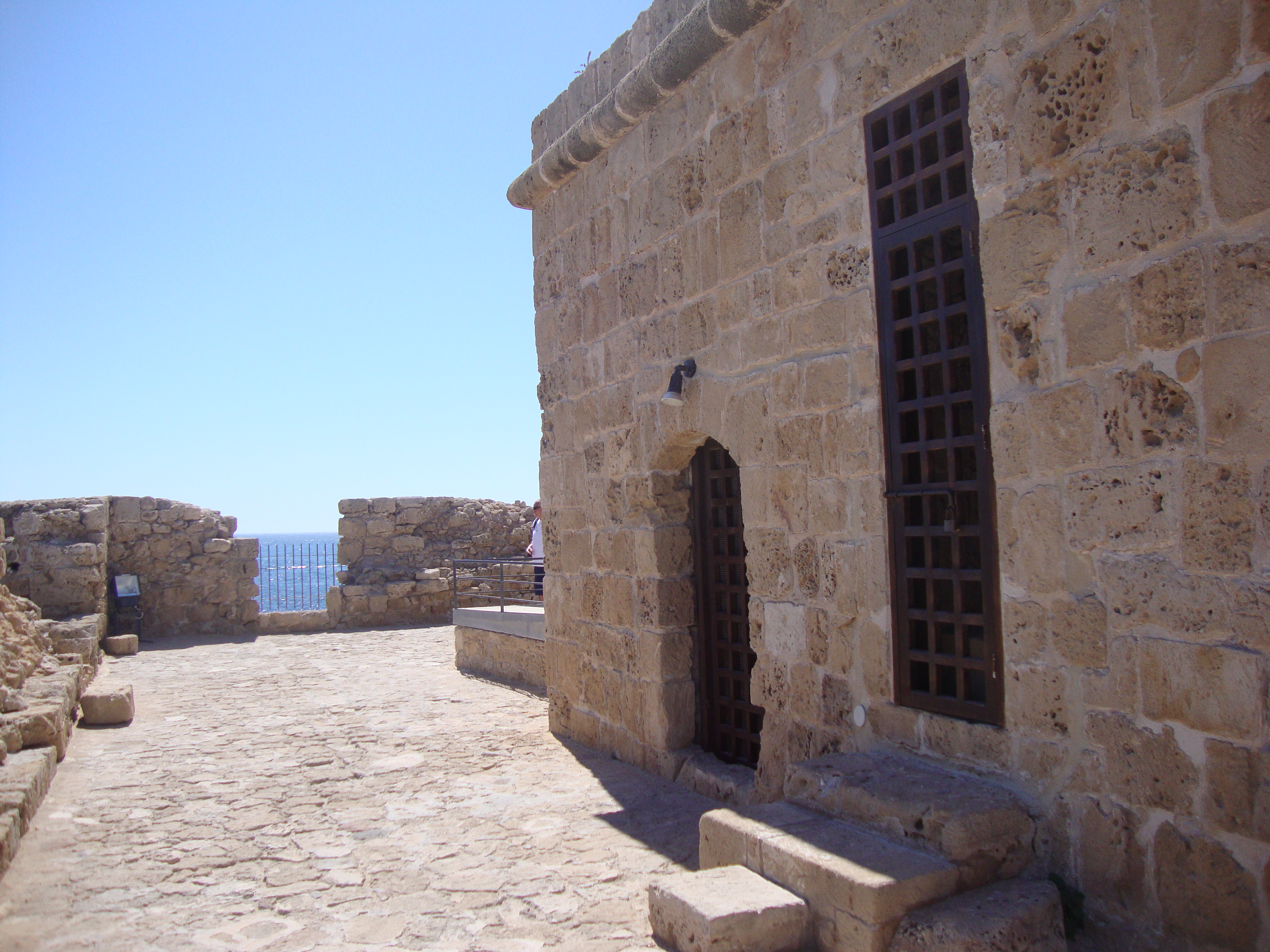
Второй этаж замка

## Описание замка
Замок имеет всего один вход с восточной стороны и несколько небольших окон. Здание замка состоит из центральной башни, окружённой огороженным двором. Рядом с сохранившимся зданием находятся руины второй крепости, вероятно, сооружённой одновременно с замком.
Первый этаж замка представляет собой зал с каменными сводами, а помещения по обе стороны зала использовались турками как тюремные камеры. Центральное помещение верхнего этажа замка служила гарнизонной мечетью.